# Vår bästa tid är nu
Vår bästa tid är nu (engelsk originaltitel The Best of Times) är en sång skriven av Jerry Herman till musikalen La Cage aux Folles, vars originalensemble också spelade in den på skiva 1983. Den svenska översättningen är av Ture Rangström och spelades ursprungligen in på skiva av Jan Malmsjö 1984.

### Fotnoter
1. ↑  Joakim Tegblom. ”Låtar du trodde var svenska”. Arkiverad från originalet den 26 oktober 2013. https://web.archive.org/web/20131026075436/http://gotiskaklubben.wordpress.com/2013/09/22/latar-du-trodde-var-svenska/. Läst 16 juni 2013.